# Lovča (Chorwacja)
Lovča – wieś w Chorwacji, w żupanii sisacko-moslawińskiej, w gminie Donji Kukuruzari. W 2011 roku liczyła 19 mieszkańców.